# Най (Німеччина)
Най (нім. Ney) — громада в Німеччині, розташована в землі Рейнланд-Пфальц. Входить до складу району Рейн-Гунсрюк. Складова частина об'єднання громад Еммельсгаузен.
Площа — 5,61 км2. Населення становить 366 ос. (станом на 31 грудня 2020).